# Richard-Wagner-Stiftung Bayreuth
Die Richard-Wagner-Stiftung Bayreuth ist eine Stiftung bürgerlichen Rechts, die den künstlerischen Nachlass von Richard Wagner pflegen und das Festspielhaus in Bayreuth dauerhaft für die Nachwelt erhalten soll. Sie wurde 1973 errichtet und ist seither Eigentümerin und Trägerin des Bayreuther Festspielhauses und seiner Nebengebäude. Außerdem wählt sie den Festspielleiter der Bayreuther Festspiele.
Die Satzung regelt auch die Leitung der Festspiele. Diese ist grundsätzlich einem oder mehreren Mitgliedern der Familie Wagner vorbehalten. Bereits im Jahr 1999 hatte der Stiftungsrat das Verfahren zur Regelung der Nachfolge des damals 80-jährigen Festspielleiters Wolfgang Wagner in Gang gesetzt. Nach fast zweijährigem Streit hatte Wagner jedoch auf seinen lebenslangen Vertrag bestanden und damit die Diskussion um seine Nachfolge von sich aus für beendet erklärt.
Der Vorstand der Stiftung besteht aus drei Mitgliedern, die jeweils vom Bund, dem Land Bayern und der Familie Wagner benannt werden.
Die Mitglieder des Stiftungsrates haben insgesamt 24 Stimmen.
- Bundesrepublik Deutschland: 5 Stimmen
- Freistaat Bayern: 5 Stimmen
- Familie Wagner: 4 Stimmen
- Stadt Bayreuth: 3 Stimmen
- Gesellschaft der Freunde von Bayreuth: 2 Stimmen
- Bayerische Landesstiftung: 2 Stimmen
- Bezirk Oberfranken: 2 Stimmen
- Oberfrankenstiftung: 1 Stimme

Vorsitzender des Stiftungsvorstandes ist seit Oktober 2023 der Regierungspräsident des Regierungsbezirks Oberfranken Florian Luderschmid. Geschäftsführer des Stiftungsrates ist der Oberbürgermeister der Stadt Bayreuth (seit 2020: Thomas Ebersberger). Die Festspiele werden seit 1986 von der 1985 gegründeten Bayreuther Festspiele GmbH durchgeführt, die die Liegenschaften von der Stiftung mietet. Deren Gesellschafter-Geschäftsführer war bis zu seinem Rücktritt zum 1. September 2008 Wolfgang Wagner.
Im Jahre 2001 wurde Eva Wagner-Pasquier mit 22 von 24 Stimmen zur Nachfolgerin ihres Vaters Wolfgang Wagner gewählt. Jedoch weigerte sich ihr Vater, den Platz frei zu machen. Nachdem sowohl Katharina Wagner als auch Eva Wagner-Pasquier ihre Bereitschaft zur Kooperation erklärt hatten, kündigte Wagner in einem Brief an den Stiftungsrat an, zum 31. August 2008 sein Amt als Festspielleiter niederzulegen. Die Bewerbungsfrist für eine neue Leitung der Festspiele lief bis Ende August 2008. Kurz vor Ablauf der Frist reichte eine weitere Urenkelin Richard Wagners, Nike Wagner, gemeinsam mit dem renommierten Kulturmanager Gerard Mortier eine Bewerbung zur gemeinschaftlichen Festspielleitung ein.
Am 1. September 2008 entschied sich der Stiftungsrat für das Duo Eva Wagner-Pasquier und Katharina Wagner. Die Entscheidung wurde von der Konkurrentin und Cousine der beiden neuen Leiterinnen als „befremdliche Prozedur“ kommentiert. Mit dem Ausscheiden von Wolfgang Wagner werden die Festspiele nun von der Bayreuther Festspiele GmbH veranstaltet. Diese setzt sich zu je 29 % Stimmanteilen aus Vertretern der Bundesrepublik Deutschland, des Freistaats Bayern und der Gesellschaft der Freunde von Bayreuth zusammen, die Stadt Bayreuth hält 13 % an der Bayreuther Festspiele GmbH.